# Herman IV z Hesji
Herman z Hesji (ur. w 1449 lub 1450 r., zm. w 1508 r., zapewne 19 października) – administrator arcybiskupstwa Kolonii od 1473 r., arcybiskup Kolonii i książę-elektor Rzeszy od 1480 r. z dynastii heskiej.

## Życiorys
Herman był trzecim spośród synów landgrafa Hesji Ludwika I Zgodnego i Anny, córki księcia Saksonii Fryderyka I Kłótnika. Jego starszymi braćmi byli landgrafowie hescy Ludwik II Szczery i Henryk III Bogaty, którzy po śmierci ojca w 1458 r. podzielili między siebie dziedzictwo po nim. Jako młodszy Henryk był przeznaczony do kariery duchownej. W 1462 r. rozpoczął studia w Kolonii. Już w 1463 r. został kanonikiem w Moguncji, w tym samym okresie został też kanonikiem w Kolonii. Otrzymał też inne dochodowe kościelne urzędy. 
Po porzuceniu starań o biskupstwo Hildesheimu, w 1473 r. został wybrany przez kapitułę w Kolonii pozostającą w konflikcie z arcybiskupem Ruprechtem z Palatynatu na administratora tego księstwa, w tym samym roku potwierdziły to też stany tego państwa. Gdy Ruprecht ściągnął na pomoc Karola Zuchwałego i obległ Neuss, Herman kierował obroną. Po wycofaniu się Karola, cesarz Fryderyk III Habsburg uznał Hermana za władcę arcybiskupstwa. Wkrótce bracia Hermana uwięzili Ruprechta. Po śmierci tego ostatniego w 1480 r. został jednogłośnie wybrany na arcybiskupa Kolonii, uzyskał też papieskie zatwierdzenie.
W okresie swoich rządów Herman starał się przede wszystkim uporządkować kwestie wewnętrzne. Zdołał przeprowadzić zmiany administracyjne i finansowe, w tym reformę monetarną, mimo toczących się sporów wewnętrznych (spór między Hermanem i mieszczanami Kolonii został zakończony za pośrednictwem cesarskim i papieskim w 1507 r.). W 1486 r. Herman koronował w Akwizgranie na króla Niemiec Maksymiliana I Habsburga. Działał też na rzecz reformy klasztorów, a od 1498 r. był także administratorem biskupstwa w Paderborn. Dbał o interesy swojej rodziny, m.in. sprawując rządy opiekuńcze w imieniu swych bratanków po śmierci braci czy pełniąc rolę arbitra w sporach.
Miał nieślubnego syna Hermana, który był kanonikiem w Kolonii.